# Ыласын (пещера)
Ыласын  (Соколиная) (баш. Ыласын буквально с башкирского — сокол), официально Еласын — пещера в Ишимбайском районе. Памятник природы (1985). Площадь охраняемой зоны 100 га. Предмет охраны: — известняковая пещера с окружающими её типичными широколиственными лесами западного макросклона Южного Урала.

## Описание
Находится на правом склоне суходола Утынлыгол (бассейн р. Селеук), в 1,5 км к Ю.‑В. от д. Хазиново Ишимбайского района.
Пещера карстовая, образована в известняках среднего карбона.
Представляет собой галерею и систему ходов восточного, северо‑восточного и юго-восточного простирания. Длина пещеры — 487 м, средняя ширина — 10 м, ср. высота — 5 м, амплитуда 28 м, площадь 1025 м², объём 5287 м³.
Основной вход в виде арки (шир. 12,0 м, выс. 7,6 м) находится в провальной воронке (диам. 30 м), на высоте 170 м над днищем суходола. Выше него расположены 4 входа, ведущие в боковые пещеры. От основного входа спуск (дл. ок. 30 м), покрытый льдом, переходит в галерею (дл. 80 м).
Потолок при входе плоский, покрыт инеем в виде бахромы, встречаются «органные трубы», мелкие сталактиты, наблюдается слабый капёж. Стены вертикальные, на полу ледяные сталагмиты (выс. до 7 м), буроватая глина, глыбы, щебень. От галереи ведут ходы: на С.‑В. (дл. 20 м), Ю.‑В. (дл. 100 м) и Ю. (выс. 1—3,5 м). В конце южного хода находится озеро (глуб. 0,2—1,5 м); за ним продолжается округлый ход, соединяющийся с юго-востоке, в конце которого имеется озеро. На полу ходов глина, сталагмиты, кости мелких животных, на потолке и стенах сталактиты, кальцитовая кора, иногда мондмильх (пастообразная кальцитовая масса).
Температура летом 2—6 °C. У одного из входов обитают орлы.